# Sebastian Bogner
Sebastian Bogner (* 17. Januar 1991 in Pforzheim) ist ein deutscher Schachspieler, der seit Oktober 2013 für den Schweizerischen Schachbund spielt und seit 2009 den Titel Großmeister trägt.

## Leben
Trainiert wurde er von seinem Vater Norbert Bogner (* 1962), seinem Vereinskameraden Jörg Hanisch (* 1973), GM Philipp Schlosser, IM Roman Vidonyak, GM Zigurds Lanka und GM Josif Dorfman. Sein Haupttrainer war Roman Vidonyak.
Vereinsschach spielte er in Frankreich früher in der Liga Nationale II für Mundolsheim und ab der Saison 2008 für die zweite Mannschaft von Philidor Mulhouse in der französischen 2. Liga, der Nationale I; er hatte allerdings zwischen 2009 und 2012 auch mehrere Einsätze für die erste Mannschaft von Philidor Mulhouse in der höchsten französischen Spielklasse, der Top 16 beziehungsweise Top 12. In Bulgarien spielte er für Lukoil Neftohimik Burgas, dem Vizemeister der Saison 2009. In der Saison 2010/11 spielte er auch in Österreich, und zwar für den SK Hohenems. Seit der gleichen Saison spielt er in der Schweiz für den Zürich Réti ASK, mit dem er 2011, 2013 und 2014 die Schweizer Nationalliga A sowie 2012/13 und 2013/14 die Schweizer Bundesliga gewann. In den Saisons 2015/16, 2017/18 und 2018/19 gewann er die Schweizer Bundesliga mit dem SC Gonzen. In Deutschland stieg er mit dem SK Neuhausen in die 2. Bundesliga Süd auf. Zur Saison 2010/11 wechselte er zum Erstligisten SV Wattenscheid, zur Saison 2013/14 zum SC Eppingen. In der Saison 2015/16 spielte er für den SK Schwäbisch Hall in der Bundesliga, von 2016 bis 2019 für den SC Dreiländereck in der Oberliga Baden. In der Saison 2019/20 spielt Bogner für den FC Bayern München in der 1. Bundesliga.

## Erfolge

### Einzelturniere
2000 wurde er Badischer Meister U8. 2001 in Willingen (Upland) gewann er die Deutsche Jugendmeisterschaft U10. Sein 15. Platz bei der Jugendweltmeisterschaft im spanischen Oropesa del Mar im Jahr 2001 war der beste Platz eines Deutschen bei einer U10-WM. Im Jahr 2000 war er der jüngste Deutsche mit einer Elo-Zahl. Im Oktober 2004 gewann er das Gausdal Classics IM/A-Turnier. 2005 belegte er bei der Deutschen Meisterschaft U14 hinter Niclas Huschenbeth den zweiten Platz. Im Mai 2007 wurde er deutscher U16-Meister. Das Liechtenstein-Open in Triesen gewann Bogner im Mai 2012 vor Imre Héra. Im Juli 2018 wurde er in Lenzerheide Schweizer Einzelmeister. Erneut Schweizer Einzelmeister wurde er 2024 in Flims und 2025 in Disentis.

### Nationalmannschaft
Sebastian Bogner war Mitglied des B-Kaders der deutschen Nationalmannschaft. Im Juli 2006 holte er, am dritten Brett spielend, mit der deutschen Mannschaft die Bronzemedaille bei der U18-Europameisterschaft in Balatonlelle, am Südostufer des Balatons. Auch beim Mitropa Cup in Szeged im Mai 2007 holte die deutsche Mannschaft die Bronzemedaille. Diesmal wirkte er am ersten Reservebrett mit. Bei der Schacholympiade 2008 in Dresden spielte er am vierten Brett der zweiten deutschen Mannschaft, bei der Schacholympiade 2010 in Chanty-Mansijsk (in Abwesenheit der nominell stärksten Nationalspieler) an Brett 2 der deutschen Vertretung.
Seit 2013 ist Bogner im A-Kader der schweizerischen Nationalmannschaft. Er vertrat die Schweiz bei den Europäischen Mannschaftsmeisterschaften (ETCC) 2015, 2017 und 2019 sowie an den Schacholympiaden 2016 in Baku und 2018 in Batumi. Weiter trat er auch bei den Mitropa-Cups 2016 und 2019 als Leader der Schweizer Mannschaft an.

### Titel
Seit August 2005 trägt er den Titel Internationaler Meister. Die notwendigen Normen hierfür erzielte er im August 2004 im Traditions-Turnier in Lwiw, im Oktober 2004 in Gausdal und im November 2004 beim Baden Challenge in seiner Heimatgemeinde Neuhausen. Im Mai 2009 erzielte er beim 27. Internationalen Liechtenstein Open in Triesen seine dritte Norm für den Großmeister-Titel – die ersten beiden Großmeister-Normen hatte er jeweils mit Übererfüllung um einen halben Punkt beim 4. Baden Challenge in Neuhausen im November 2008 und beim 2. Pfalz Open in Neustadt an der Weinstraße im Februar 2009 erreicht. Der Titel wurde ihm im Oktober 2009 verliehen.

## Veröffentlichungen
- Kleines Lexikon der Schachstrategie. Joachim Beyer Verlag, Eltmann 2021, ISBN 978-3-95920-126-1.